# Herkules i zaginione królestwo
Herkules i zaginione królestwo (ang. Hercules and the Lost Kingdom) – amerykańsko-nowozelandzki telewizyjny film przygodowy z 1994 roku. Zdjęcia kręcono w Auckland.
Film ten należy do cyklu telewizyjnych filmów przygodowych swobodnie nawiązujących do postaci Herkulesa (Heraklesa) z mitologii greckiej, w których główną rolę grał Kevin Sorbo. Filmy te dały z kolei początek serialowi Herkules (The Legendary Journeys, 1995–1999).

## Fabuła
Herkules, syn Zeusa, stacza zwycięską walkę z olbrzymem Garganem. Zaraz po walce przybywa do niego posłaniec z prośbą o uwolnienie legendarnego miasta Troi, od klątwy rzuconej przez złą boginię Herę. Herkules wyrusza na ratunek mieszkańcom przeklętego miasta. Podczas wędrówki ratuję piękną Dejanirę, którą wieśniacy chcą złożyć bogom w ofierze. Ona wierząc, że on jest jej przeznaczony, postanawia towarzyszyć mu w dalszej podróży. Wkrótce docierają do Troi...

## Obsada
- Kevin Sorbo: Herkules
- Anthony Quinn: Zeus
- Renée O’Connor: Dejanira
- Robert Trebor: Waylin
- Eric Close: Telamon